# 明姫幹線
明姫幹線（めいきかんせん、英語: MEIKI-KANSEN）は、兵庫県明石市の小久保交差点から同県高砂市の高砂西ランプに至る国道250号のバイパスである。

## 概要
全長22.64 km。略称は「明幹」（）で、愛称は「明姫グリーンロード」（英語: Meiki Green Road）。長らく国道250号のバイパスだったが、現在は単独で国道250号の現道となった。旧来250号の本道だった区間は、兵庫県道718号明石高砂線に降格された。
国道250号現道の一部を成す。「明姫」とは、起点の明石市と、直接つながってはいないが広域的には終点の姫路市から採られている。1967年に着工、1980年に一部2車線での暫定供用を開始し、1989年に全区間が4車線（一部6車線）となった。比較的カーブの少ない高規格道路である。
国道250号には、国道2号に比べ瀬戸内海（播磨灘）寄りを走ることから、旧道時代から「浜国道（浜国）」との通称があるが、高砂市以東の旧区間（現在の県道718号）が国道でなくなってからも、引き続き旧区間が「浜国道」（または旧浜国道）と呼ばれている。明姫幹線は今は本道だが、「明姫幹線」の方が通りが良く、前述の歴史的経緯から「浜国バイパス」と呼ばれることはあっても「浜国道」とは通常呼ばれることはない。

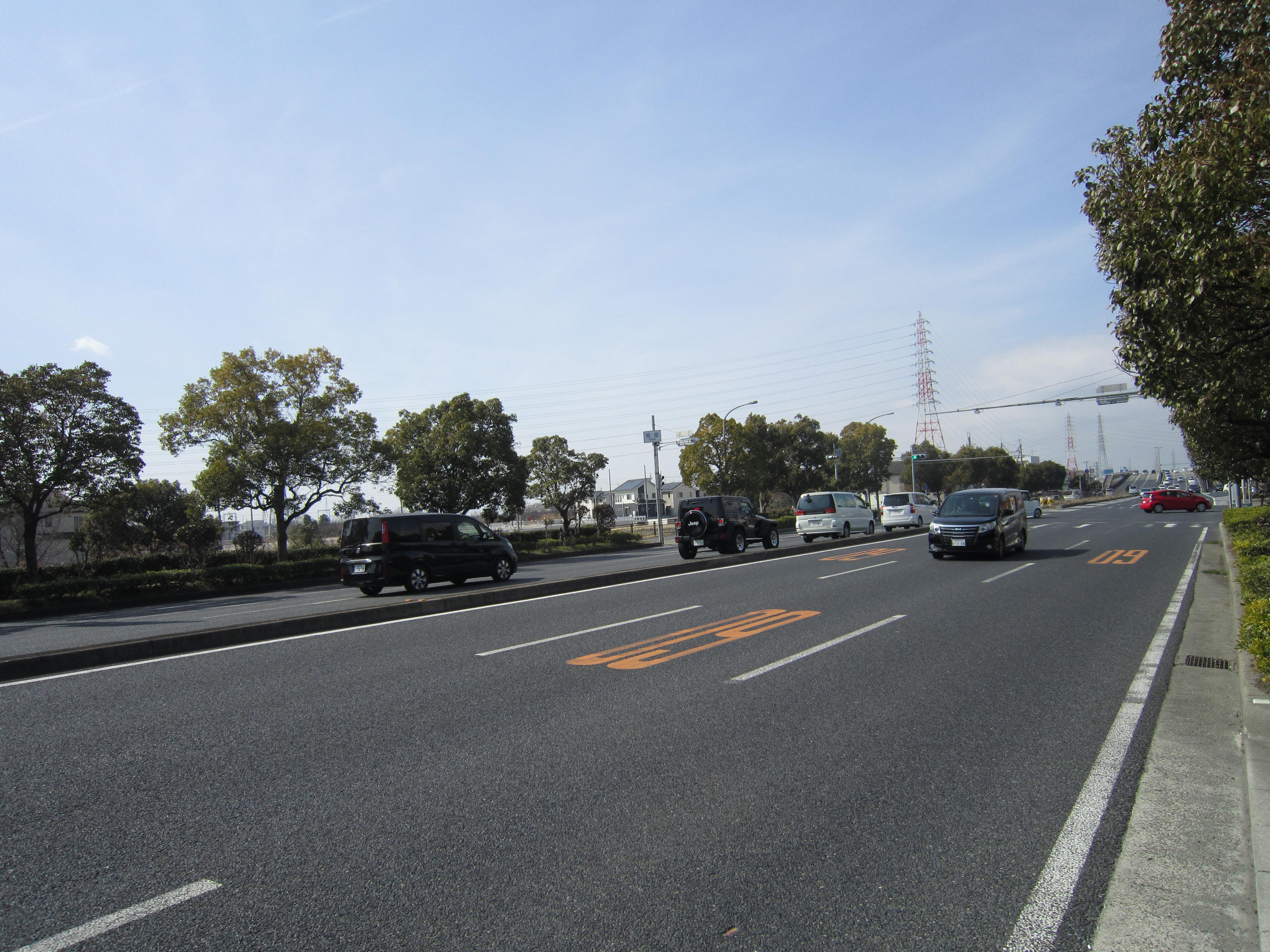
加古川市内を通る明姫幹線 (兵庫県加古川市）

## 路線状況

### 立体交差
一部の交差点ではオーバーパスが設けられている。鉄道との交差は、小久保交差点のすぐ南、西明石駅の下をくぐる形で山陽新幹線・山陽本線と交差しているほか、以西で並行する山陽新幹線を3回アンダークロスしている。踏切はない。
かつては別府鉄道（土山線と野口線の2箇所）および国鉄高砂線をオーバークロスしていたが、現在は両線とも廃止され、名残のオーバーパスが残る。このうち、旧別府鉄道との交差2か所は東行車線のみがオーバーパスとなっており、鉄道廃止後に増設された西行車線は地平面を通っているため、東西で信号の有無がある。廃線跡は道路やサイクリングロードとなっている。

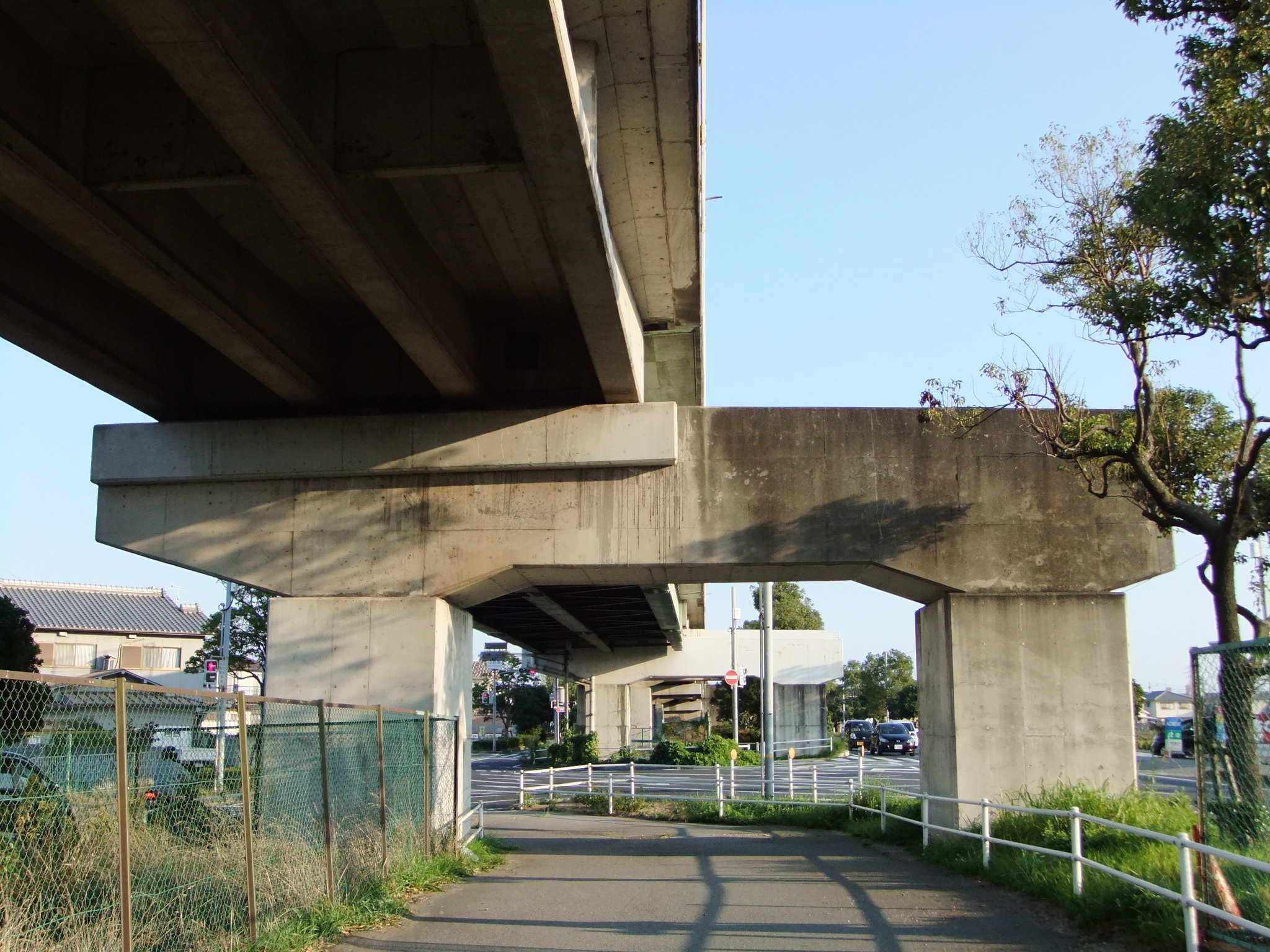
中野東交差点付近 別府鉄道土山線廃止前に東行車線 (当時は対面通行) と橋脚が完成したが同線の廃止で西行車線のオーバーパスは見送られた